# Rajd Grecji 2015
Rajd Grecji 2015 (61. Seajets Acropolis Rally 2015) to kolejna, 61. edycja rajdu samochodowego Rajdu Grecji rozgrywanego w Grecji. Rozgrywany był od 9 do 11 października 2015 roku. Była to dziewiąta runda Rajdowych Mistrzostw Europy w roku 2015. Składał się z 9 odcinków specjalnych.

## Zwycięzcy odcinków specjalnych[3]
| Dzień           | Numer odcinka | Nazwa odcinka     | Długość  | Zwycięzca odcinka                      | Nr Sam.          | Samochód         | Czas             | Śr. pr.          | Lider rajdu                            |
| --------------- | ------------- | ----------------- | -------- | -------------------------------------- | ---------------- | ---------------- | ---------------- | ---------------- | -------------------------------------- |
| 10 października | OS1           | Kineta - Loutraki | 24.33 km | Kajetan Kajetanowicz Jarosław Baran    | 2                | Ford Fiesta R5   | 19:25.3          | 75.2 km/h        | Kajetan Kajetanowicz Jarosław Baran    |
| 10 października | OS2           | Kineta            | 24.33 km | Lambros Athanassoulas Nikolaos Zakheos | 10               | Škoda Fabia R5   | 18:22.7          | 79.4 km/h        | Lambros Athanassoulas Nikolaos Zakheos |
| 11 października | OS3           | Athikia 1         | 17.53 km | Kajetan Kajetanowicz Jarosław Baran    | 2                | Ford Fiesta R5   | 10:06.5          | 104.1 km/h       | Kajetan Kajetanowicz Jarosław Baran    |
| 11 października | OS4           | Klenia Mycenae 1  | 20.67 km | Craig Breen Scott Martin               | 1                | Peugeot 208 T16  | 14:39.7          | 84.6 km/h        | Craig Breen Scott Martin               |
| 11 października | OS5           | Kefalari 1        | 18.52 km | Craig Breen Scott Martin               | 1                | Peugeot 208 T16  | 16:03.0          | 69.2 km/h        | Craig Breen Scott Martin               |
| 11 października | OS6           | Ziria             | 17.60 km | Kajetan Kajetanowicz Jarosław Baran    | 2                | Ford Fiesta R5   | 12:19.3          | 98.9 km/h        | Kajetan Kajetanowicz Jarosław Baran    |
| 11 października | OS7           | Athikia 2         | 17.53 km | odcinek odwołany                       | odcinek odwołany | odcinek odwołany | odcinek odwołany | odcinek odwołany | Kajetan Kajetanowicz Jarosław Baran    |
| 11 października | OS8           | Klenia Mycenae 2  | 20.67 km | odcinek odwołany                       | odcinek odwołany | odcinek odwołany | odcinek odwołany | odcinek odwołany | Kajetan Kajetanowicz Jarosław Baran    |
| 11 października | OS9           | Kefalari 2        | 18.52 km | odcinek odwołany                       | odcinek odwołany | odcinek odwołany | odcinek odwołany | odcinek odwołany | Kajetan Kajetanowicz Jarosław Baran    |

Podczas rajdu ze względu na ulewne deszcze i nieprzejezdne drogi odwołano trzy ostatnie odcinki, jednocześnie za cały rajd przyznano pełne punkty w klasyfikacji ERC ponieważ załogi przejechały 69% trasy rajdu.

## Wyniki końcowe rajdu[8]
| Miejsce | Kierowca              | Pilot                     | Samochód                 | Czas      | Strata   |
| ------- | --------------------- | ------------------------- | ------------------------ | --------- | -------- |
| 1       | Kajetan Kajetanowicz  | Jarosław Baran            | Ford Fiesta R5           | 1:32:11.1 | -        |
| 2       | Craig Breen           | Scott Martin              | Peugeot 208 T16          | 1:32:21.1 | +10.0    |
| 3       | Lambros Athanassoulas | Nikolaos Zakheos          | Škoda Fabia R5           | 1:32:26.4 | +15.3    |
| 4       | Jaromír Tarabus       | Daniel Trunkát            | Škoda Fabia S2000        | 1:35:23.6 | +3:12.5  |
| 5       | Dávid Botka           | Péter Szeles              | Mitsubishi Lancer Evo IX | 1:36:05.6 | +3:54.5  |
| 6       | Raul Jeets            | Andrus Toom               | Ford Fiesta R5           | 1:36:42.0 | +4:30.9  |
| 7       | Dominykas Butvilas    | Kamil Heller              | Subaru Impreza STi N15   | 1:36:51.7 | +4:40.6  |
| 8       | Antonín Tlusťák       | Ladislav Kučera           | Škoda Fabia S2000        | 1:40:59.3 | +8:48.2  |
| 9       | Petros Panteli        | Constantinos Constantinou | Mitsubishi Lancer Evo X  | 1:43:55.1 | +11:44.0 |
| 10      | Jourdan Serderidis    | Frederic Miclotte         | Citroën DS3 R5           | 1:43:56.9 | +11:45.8 |